# Schloss Dubiecko

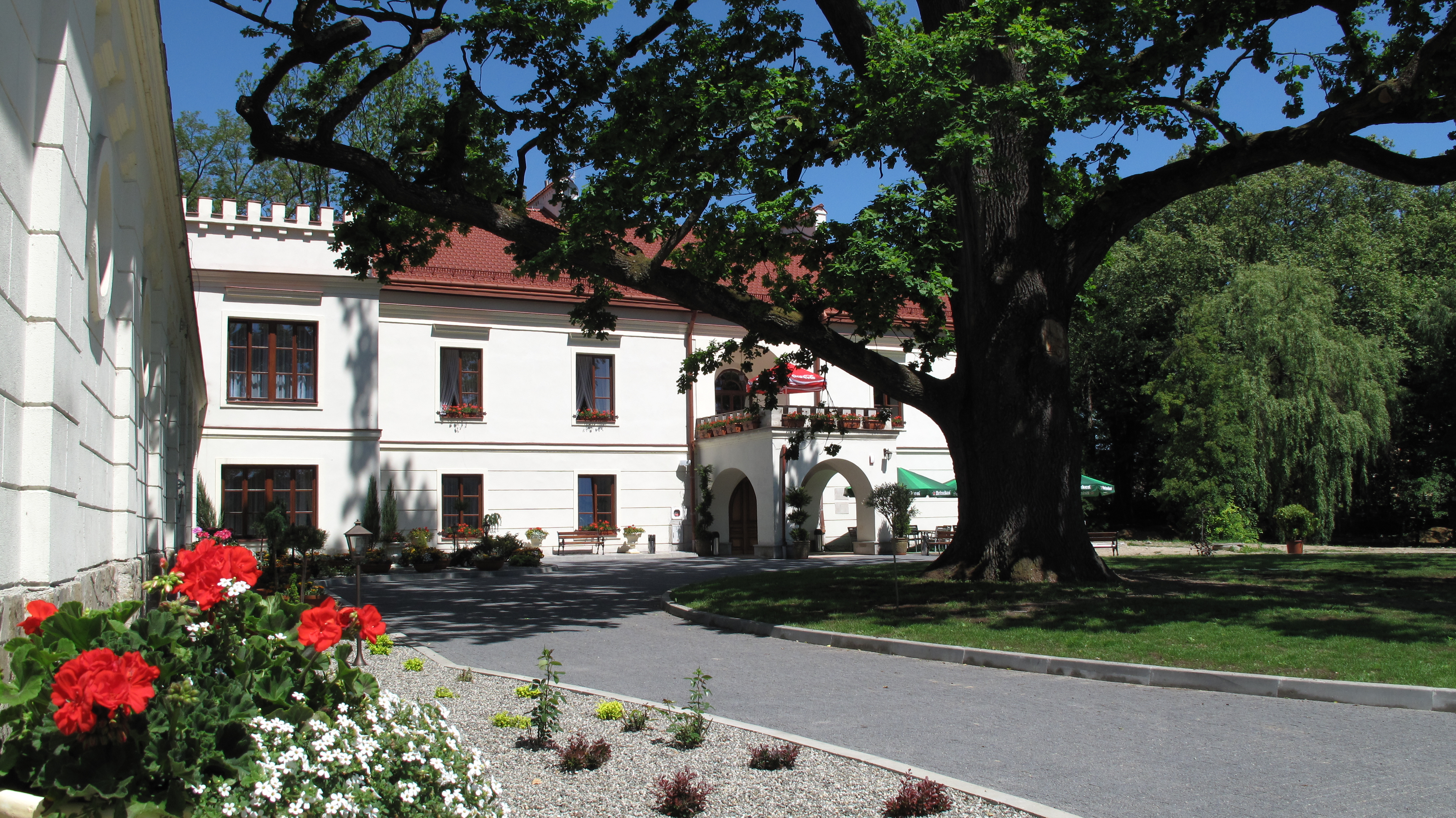
Innenhof

Das Schloss Dubiecko (polnisch Zamek w Dubiecku) in der Gmina Dubiecko in der Nähe von Dynów gehörte dem polnischen Adelsgeschlecht Stadnicki.

## Lage
Das Schloss liegt im Dynów-Gebirge unmittelbar am nördlichen Ufer des Flusses San.

## Geschichte
Die Burg wurde im 16. Jahrhundert von der Adelsfamilie Stadnicki errichtet. Im 17. Jahrhundert ging sie an die Krasicki, die sie zu einem barocken Schloss ausbauten und einen Schlossgarten anlegten. 1735 kam im Schloss der Bischof, Primas von Polen und Schriftsteller Ignacy Krasicki zur Welt. In den Jahren 1771–1790 wurde das Schloss im klassizistischen Stil umgestaltet. 1909 kam ein neugotischer Anbau hinzu. Im Park ist der Baumbestand aus dem 18. Jahrhundert mit mehreren mächtigen Eichen erhalten. Heute beherbergt das Schloss ein Hotel und Restaurant.